# (65716) Ohkinohama
(65716) Ohkinohama est un astéroïde de la ceinture principale.

## Description
(65716) Ohkinohama est un astéroïde de la ceinture principale. Il fut découvert le 25 janvier 1993 à Geisei par Tsutomu Seki. Il présente une orbite caractérisée par un demi-grand axe de 2,47 UA, une excentricité de 0,19 et une inclinaison de 9,7° par rapport à l'écliptique.

## Compléments